# Parasongella
Parasongella is een geslacht van rechtvleugeligen uit de familie krekels (Gryllidae). De wetenschappelijke naam van dit geslacht is voor het eerst geldig gepubliceerd in 1987 door Otte.

## Soorten
Het geslacht Parasongella omvat de volgende soorten:
- Parasongella japonica Ichikawa, 2001
- Parasongella nigriceps Otte, 1987
- Parasongella ornaticeps Chopard, 1969